# Mikael Lindnord

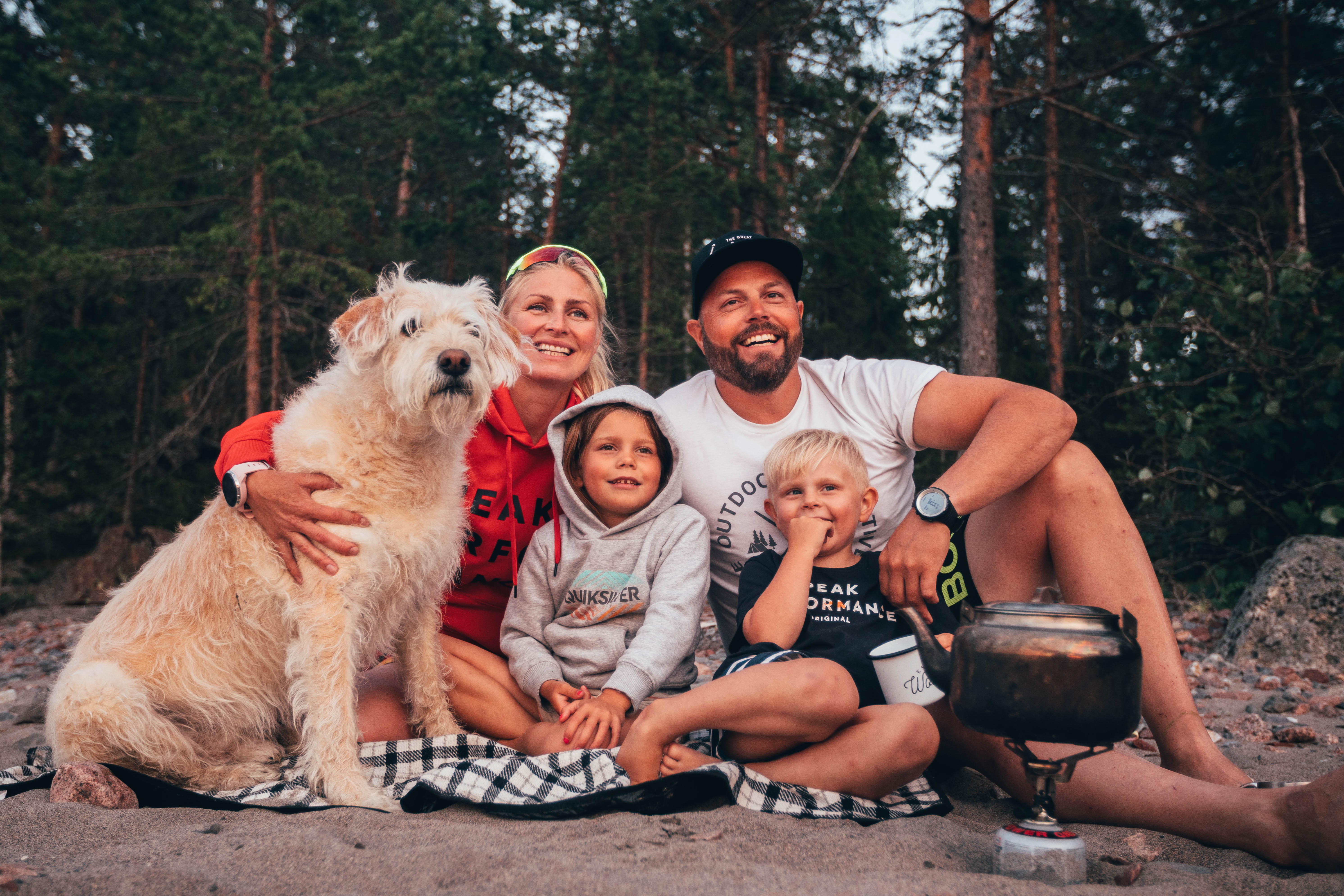
Arthur en zijn Zweedse familie

Mikael Lindnord (Salem, 24 september 1976) is een Zweeds voormalig topsporter, auteur, coach en ondernemer.

## Biografie
Lindnords carrière als adventureracer begon in 1997 en duurde bijna twintig jaar voordat hij in 2015 met pensioen ging. Hij was teamcaptain voor het team Peak Performance en was bij het eerste team uit Zweden dat een internationaal ARWS-evenement won (Costa Rica 2010).
Naast adventureracer was Lindnord tussen 2004 en 2010 en ARWC 2006 racedirecteur voor ARWS/Explore Zweden in Zweden en Noorwegen.
Zijn leven kreeg een andere wending toen hij tijdens de Wereldkampioenschappen in 2014 in Ecuador gehaktballen aan een zwerfhond gaf. De zwerfhond volgde Lindnord en het team de rest van de race en werd beroemd als Arthur, genoemd naar koning Arthur. Er werd door ESPN een documentaire gemaakt over Arthur, Lindnord en het adventureraceteam en hoe ze Arthur ontmoetten. Lindnord publiceerde in 2016 een eerste boek over Arthur, dat in 2024 verfilmd werd.
Een liefdadigheidsinstelling vernoemd naar Arthur, de "Arthur Foundation" werd in 2014 opgericht om straathonden te helpen. De prioriteit van de Arthur Foundation was het ondersteunen van de LOBA-wet in Ecuador (Wet op dierenwelzijn – Ley Organica de Bienestar Animal). In april 2017 werd de LOBA-wet goedgekeurd en gepubliceerd en op 12 april 2018 werd de LOBA-wet van kracht.

## Adventureraceteams
| Team                  | Jaren     |
| --------------------- | --------- |
| Team Peak Performance | 2014-2015 |
| AXA-Adidas            | 2012-2013 |
| AXA Sportsclub        | 2011      |
| Team Explore          | 2009-2010 |
| Halti Adventure       | 2005-2007 |
| Litepac               | 2002-2004 |
| Reebok Adventure      | 1999-2001 |
| Karrimor              | 1997-1998 |

## Onderscheidingen
- Hall of Fame – Adventure Racer 2023 (voor zijn bijdrage aan de Adventure Racing World Series).[4]
- Ereprijs van de stad Quito 2019 (uitgereikt door Dr. Jorge Yunda Machado, burgemeester van Quito, Ecuador)
- Ereprijs van de stad Guayaquil 2019 (uitgereikt door Cynthia Viteri Jiménez, burgemeester van Guayaquil, Ecuador)
- Stadens Nyckel Örnsköldsvik (stadsleutel van Örnsköldsvik, Zweden) 2016
- Årets Västernorrlänning 2014 (gestemd door de luisteraars van het Zweedse radiostation P4 Västernorrlands in 2014 en uitgereikt door P4 Sveriges Radio in februari 2015)[5]